# Когурё (язык)
Когурёский язык был распространён в древнем царстве Когурё (37 до н. э. — 668 гг. н. э.), одном из Трёх царств Кореи.